# Polysoma eumetalla
Polysoma eumetalla là một loài bướm đêm thuộc họ Gracillariidae. Nó được tìm thấy ở Queensland, New South Wales, South Úc, Tasmania, Victoria và New Zealand.
Sải cánh dài khoảng 10 mm. Ấu trùng ăn Acacia dealbata, gây ra bởi nấm Uromycladium tepperianumm và Acacia melanoxylon, gây ra bởi ruồi Cecidomyia acaciaelongifoliae.